# Корчмище
Корчмище (укр. Корчмище) — село на Украине, находится в Андрушёвском районе Житомирской области.
Код КОАТУУ — 1820388602. Население по переписи 2001 года составляет 215 человек. Почтовый индекс — 13421. Телефонный код — 4136. Занимает площадь 16,74 км².

## Адрес местного совета
13453, Житомирская область, Андрушёвский р-н, с.Степок, Школьная, 1